# A una terra desconeguda

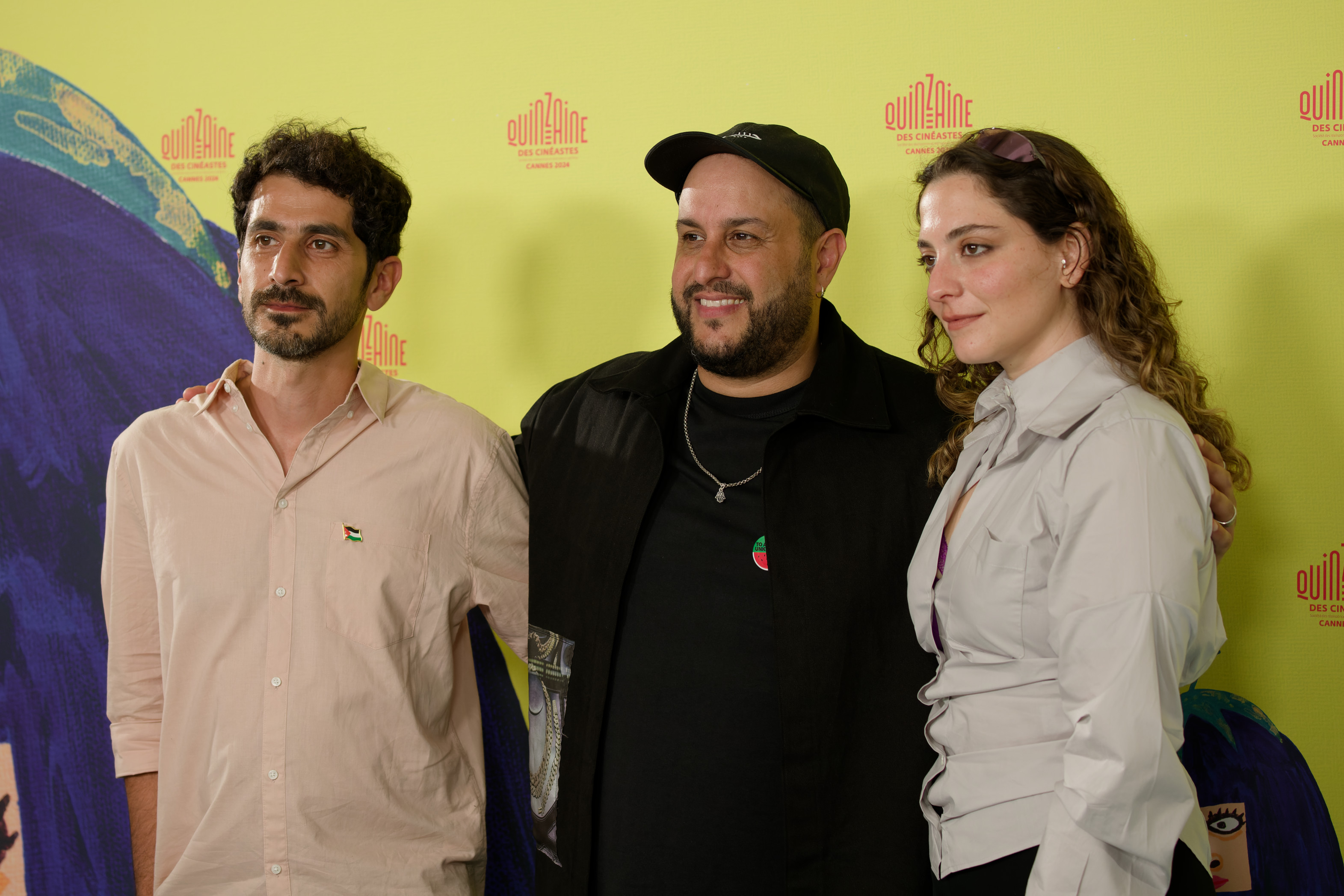
Halim Sabbagh, Mahdi Fleifel i Nadah El Shazly a l'estrena de la pel·lícula al Festival de Canes de 2024.

A una terra desconeguda (títol original en anglès, To a Land Unknown) és una pel·lícula dramàtica de coproducció internacional del 2024 dirigida i coescrita per Mahdi Fleifel. És protagonitzada per Mahmood Bakri i Aram Sabbah com a Chatila i Reda, refugiats palestins que viuen a Atenes i que intenten estalviar els pocs diners que poden aconseguir per comprar passaports falsos per poder traslladar-se a Alemanya. En Chatila es veu arrossegat a una trama de contraban d'alt risc després que en Reda gasti tots els seus diners en heroïna. S'ha subtitulat al català.
La pel·lícula es va estrenar mundialment a la secció Quinzena de Cineastes del Festival de Cinema de Canes de 2024.